# パーシー・フォーセット

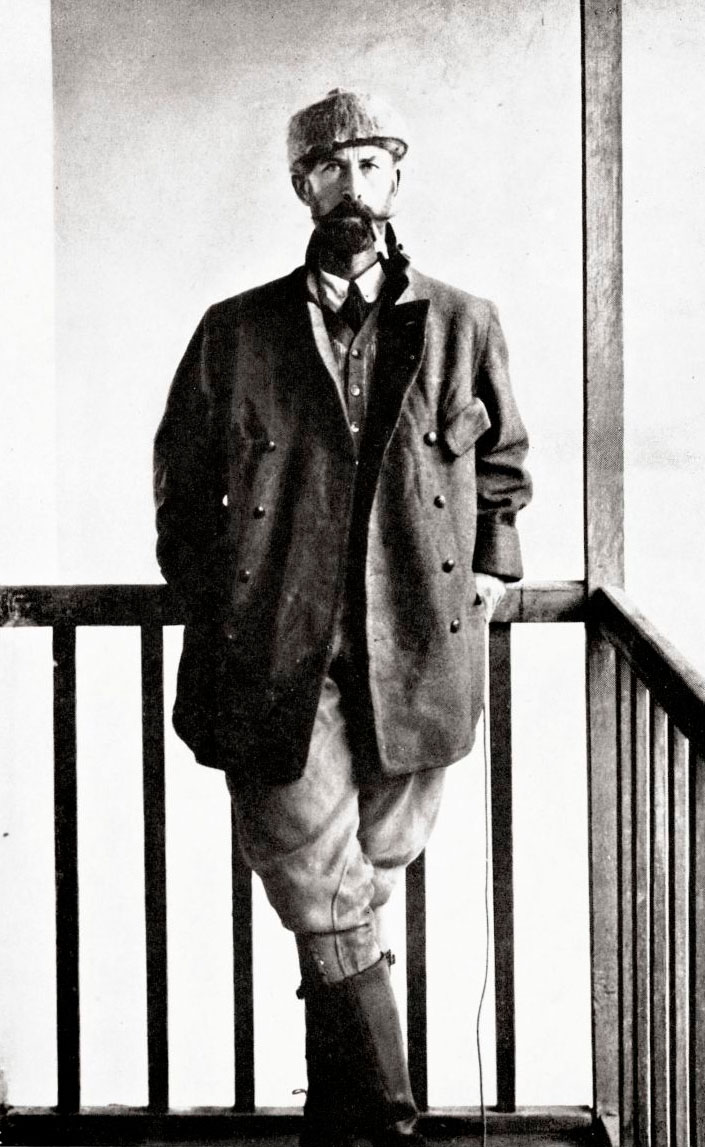
パーシー・フォーセット（1911年撮影）

パーシー・ハリソン・フォーセット（英:Percy Harrison Fawcett、1867年8月18日 – 1925年5月29日に失踪）は、イギリスの元軍人、地図製作者、探検家。フォーセット大佐の通り名でも知られる。1925年、ブラジルの熱帯雨林に存在すると考えた「失われた都市Z」を求めて現地の密林に赴き消息を絶った。
また、数々の未確認生物（巨大アナコンダ、双鼻の犬、絶滅したディプロドクスの生き残り、硬い岩に穴を開けて巣をつくる鳥など）の伝説を秘境から持ち帰ってきたことでも知られる。

## 生い立ち
1867年8月18日イギリスのデボン州トーキーで生まれる。父親は堕落した貴族のエドワード・ボイド・フォーセットで母親はマイラ・エリザベスといった。フォーセット家は、ヨークシャー地方の古い貴族の家系で、18世紀後半から19世紀にかけては東インド諸島で海運王として名を轟かせた。
フォーセットは幼少期から冒険や古代文明の本をよく読んでいたといい、自分の手で建造した帆船で失われた古代文明を発見しに行くことを夢見ていた。
学生時代は厳格で抑圧された環境の中、ラグビーやボクシングなどのスポーツに熱中し、クリケットでは地元新聞に載るレベルの腕前を見せた。陸軍士官学校時代には寒空の下で手足を露出させたり、熱棒を皮膚に押し付けるなどの拷問を受けて根性を鍛えた。
やがて英国陸軍に入隊すると、故郷イギリスを離れ当時の植民地スリランカへ駐屯することになった。

## スリランカでの生活
1886年、スリランカのトリンコマリーに降り立った。港では仏陀の像を持った修行僧に出会った。僧は彫像をフォーセットに手渡して「この像は幸運をもたらすが見知らぬ者には触らせてはいけない」と伝えて去っていったという。
フォーセットはスリランカ国内のフレデリック要塞に駐屯することになった。1888年5月18日、船上で開催されたパーティーにて未来の妻ニーナ・パターソンと出会う。
フォーセットは植民地長官がスリランカの村人から譲り受けた手紙を持っていた。その手紙には岩の上の岩（Gala pita gala）と呼ばれる場所にある洞窟にキャンディ王国の財宝が隠されていると記されていた。現地のイギリス人コミニティに馴染めず、経済的にも困窮していたフォーセットは一攫千金と冒険を求めて財宝探しを開始した。
結局、この探索では財宝を見つけ出すことはできなかったが、フォーセットは財宝の具体的な隠し場所を特定していたようで、彼の非公開文書「宝の本」には、その詳細が記されている。そして、フォーセットはこの文書を成長した息子のジャックに与えている。
フォーセットは島のジャングルで古代遺跡を探すことに注力した。熱帯雨林に埋もれていたアヌラーダプラを発見したこともあった。ある日、シーギリヤ周辺のジャングルでアショーカ王時代の暗号文字が刻まれている古代寺院の遺跡を発見した。その文字は遺跡に注ぎ込んでくる太陽光の角度によって解読が可能になるという仕掛けだった。
フォーセットはスリランカ、北アフリカ、マルタ島、西アイルランドの古代文字に関連を見出だして「世界各地の文明の起源は同一である」という仮説を立てた。その後、フォーセットはイギリスの地理学協会に入会し探検家としての道を歩み出す。

## 国境線の画定

### 1906年の任務
硝石戦争で多数の犠牲者を出したペルーとボリビアの争いに端を発して近隣のブラジルを入れた3か国は合同で国境画定委員会を設置して国境線を定めようとしていた。しかし、該当地域は鬱蒼としたジャングルに覆われており、先住民の襲撃にも対応しなければいけなかった。そこで3国は、王立地理学協会にこのような土地で地図製作の任務を実行できる人材の派遣を求めた。
ジョージ・トーブマン・ゴールディ会長はフォーセットを呼び出して、当時のボリビアには地図にない土地がたくさんあることを説明して、国境争いは戦争のきっかけになりうるといい、フォーセットに未踏のジャングルでの地図製作という任務を請け負って貰いたいと頼み込んだ。フォーセットは、この申し出を快諾した。
南米に向かう船の船内では副隊長のアーサー・ジョン・チーヴァスと合流した。フォーセットは船内でスペイン語の勉強に力を入れた。途中で寄港したサラベリーのシムスという町では、財宝伝説を耳にした。この町に隠されている財宝には「小魚」と「大魚」の2種類があり、小魚の方は既に発見され、2000万ドルの価値だと査定されていた。大魚は小魚を超える財宝だということでフォーセットは財宝探しに出掛けようとしたが、伝染病に感染する危険があることから上陸は許されなかった。
船はペルーのカヤオにたどりついた。ここから、ボリビアのラパスまで移動した。その頃、次男のブライアンが誕生。ラパスでは、仕事の報酬額を巡ってボリビア側と一時的に対立したが、英国領事の介入によって大事に発展せずに済んだ。1906年7月4日、チーヴァスと共に出発した。
雪山で散々な目に合いながら、低地のジャングルに降りていった。そこには、ゴム採取人の開拓地が広がっており、その町の一つリベルタに到着した。この町でフォーセットはゴム採取人が先住民を奴隷にして労働力にしていることを知り、採取人を批判すると共に西洋人に敵対心を持った先住民が増えることで探検に悪影響が及ぶことを心配した。1906年9月25日、リベラルタで20人を補充して、ボリビアとブラジルの間の国境線を計測するための探検に出発した。
途中でマラリアに感染したチーヴァスらをリベラルタに送り返しながら、ブラジルとボリビアの国境の間を流れるアブナ川に到着した。アブナ川を航行中のフォーセットは、体長18メートル以上と目算される巨大アナコンダに遭遇した。フォーセットは44口径ライフルを一発アナコンダに食らわせたが、先住民に攻撃を制止されたため、それ以上の追撃は行わなかった。作家のデイヴィッド・グランは、アナコンダの身体の大部分は水中にあったため、体長が18cm以上と言うのは無意識的な誇張であろうと述べている。
フォーセットは、既存の動物学上では知られていない不思議な動物を他にも報告しており、例えばフォックス・ハウンドほどの大きさの猫のような小型犬（2回見たと主張している）や、多くの地元民を毒牙にかけたと言われる巨大な毒グモ・Apazauca spiderなどがそれにあたる。
フォーセットらは、こういう冒険を続けて国境線を画定した。

## 1913年～1914年のボリビア探検
1913年春、フォーセットはヘンリー・コスティンとトッドという男を連れてボリビアのラパスに到着した。今回の探検の目的は先住民たちの間でアンデス山脈の東にある未踏の熱帯雨林に埋もれていると伝えられていた未知の古代文明を探し出すことだった。また、この密林は未知の種族や未確認生物の宝庫でもあった。
ラパスを出発してすぐに到着したトゥムバサという町では、銀山の調査を試みたが上手くいかなかった。その先のトゥイチェ川周辺では、ルレナバケで拾ってきたテキサス人のロスが襲いかかってきた毒ヘビを見事に撃ち抜いた。
トゥイチェ川にたどり着いた一行はこの川をバルサで作った筏で下ることにした。そこでフォーセットとコスティンは食料の調達に出かけることになった。フォーセットはその道中で死角から飛び出してきた毒ヘビに襲われたが不思議な体験によって無傷で済んだという。いわく、死角から襲いかかってくる毒ヘビを「内なる自分」が正確に感知したのみならず、体を勝手に動かして毒ヘビの攻撃から（フォーセットの）身を守ったという。
筏は2つ作られて、フォーセットとコスティン、トッドとロスの組み合わせでそれぞれ分乗した。しかし、川下りを始めてしばらくすると、前方から滝の音が聞こえてきた。先行していたフォーセットは後方の船に注意を呼び掛けたが、自船は川の流れに逆らうことが出来ず、約6メートルほどの高さの滝から落下してしまった。
幸運なことに落下したフォーセットとコスティンの両名は無事で後方の船も滝を上手いこと回避した。
一行は川下りを中止してルレナバケに戻ってからロスと別れた。そして、サンタ・クルス・デ・ラ・シエラに向かった。ルート上にあるモホス平原は牛が走り回っているため徒歩では危険だということで牛車に乗って移動することになった。フォーセットはモホス平原を移動する中で古代の土木工事の痕跡らしきものを発見している。

マモレ川に立つユラカレ族の小屋（1908年撮影）

平原にあるポトレロという町では、「メルカチフレロ」なる行商人が怪しい薬を売っていると報告している。そうこうしている内に、一行はサンタ・アナにたどり着いた。この町でフォーセットは、いわゆる未確認生物（UMA）の「双鼻の犬」を発見した。この町からラス・フンタスに向かうためマモレ川をモーターボートに乗って遡っていった。
ラス・フンタスからさらに港があるクァトロ・ホハスまで牛車で進んだ。その道中、ガラパタ・ド・チャンという有毒のシラミに集られた。サンタ・クルスに到着した一行はここからコチャバンバに次の進路を定めたが、すぐに出発するのではなく、1ヶ月間を休息に充てることにした。
サンタ・クルスには子供を育てられなくなった親が町中に子供を捨てておき、辺りを徘徊しているブタに食べさせるという習慣が少し前まで残っていた。また、フォーセットは、イギリス人のウォーカーという男が強盗殺人の罪で公開処刑（銃殺）されるのを目撃している。
2人は町のホテルに泊まり、フォーセットは一軒家を借りて住むことにした。その家はいわゆる幽霊屋敷で心霊現象やポルターガイスト現象に悩まされた。消灯して眠っていると壁を叩く音、本が空中を舞う音、家具が倒れる音、ニワトリの鳴き声、足音などが聞こえ始めるが、いざ、明かりをつけてみると、そういった現象は収まるという。
フォーセットはこれらの心霊現象に耐えられなくなり、ホテルに泊まることした。その後、病気が悪化したトッドをラパスに送り返してから、一行はコチャバンバに向かった。コチャバンバへは、鉄道に乗って入っていった。フォーセットはコチャバンバには夜行性の吸血ゴキブリ「ブイチンチャ」が生息していると書いているが、これは、いわゆる未確認生物（UMA）である。
サカンバヤ川とインクイジヴィ川の合流地点にあるサカンバヤには、イギリス人のウィリアム・トレディンニック（William Tredinnick）という、いわゆるトレジャーハンターがおり、彼はこの地でイエズス会士が竪穴に埋めたとされる埋蔵金を探していた。その後、ラパスに戻ってから、1913年のクリスマスをこの町で過ごした。

### マスビ族との遭遇
一行はラパスからコチャバンバを経由してサンタ・クルスに到着した。フォーセットはサンタ・クルスで破綻しかけた医療制度を目にし、政府主導で保険制度を構築する必要性を説いている。フォーセットはこの町で家と土地を格安の値段で買ってから、1ヶ月をそこで過ごした。
そのうち、トッドをラパスへ送り返した時に代わりの人員として派遣を要請していたヘンリー・マンレーがサンタ・クルスに到着した。人員が揃ったところで一行はボリビアとブラジルの国境地帯に向かった。
グランデ川を渡り、熱帯雨林を約160km（100マイル）進んだあと、荒廃した町・サン・イグナシオにたどり着いた。ここから先は太陽光が（ほぼ）射し込むことがない暗黒のジャングルで、その地面には歩行を難しくする深さのある泥が広がっていた。そして、光を追い求める熱帯性のツルがその泥状の地面を覆っていた。一行は泥に脚を吸われながらも、6日間かけて密林を進んで行くと、やがて沼地に浮かぶヘビだらけの島に出た。

グアポレ川とその周辺のジャングル（1913年/1914年撮影）

ヘビの島を後にするとバルバドス川を渡りプエルト・バストスにいる国境画定時代の友人と再開した。フォーセットは、この友人から出来の良い舟をもらった。そして、以前立ち寄ったことのあるヴィラ・ベラから11日間の船旅を開始してグアポレ川をメクエンス川（Mequéns River）との合流地点まで遡った。
合流地点の周辺にあるゴム農園では、グアポレ川流域に住むアイカナ族の調査をしていたスウェーデンの人類学者・エルランド・ノルデンスキオルド男爵とその妻・オルガに出会った。フォーセットはメクエンス川の周辺にある沼地を徒歩で進んでいき、丘陵地帯に出てから熱帯雨林に入って行った。
3週間、その密林の中を延びている道を進むと人工的な別の道が現れた。フォーセットとコスティンは、どっちの道を進むかで議論になったが、そこにマンレーが割って入ってきて「どの道に進むかはコイントスで決めよう」と言った。そして、コイントスの結果、分かれ道の方へ進むことになった。
その道を数km進むと先住民の居住地にたどり着いた。そこは、マスビ族（Maxubi tribe）の集落だった。一行が到着したとき、ちょうど集落から男が出払っており、残っていた女がトウモロコシ料理をつくっていた。フォーセット、コスティン、マンレーの3名は密林の隠れ場所から出ていってこれをご馳走になった。そうこうしているうちに、男たちが集落に帰ってきて、一行を取り囲んだ。
取り囲まれたフォーセットはハンカチを一群の首長に渡して、コスティンにも「何か贈り物をするように」と命じた。すると、コスティンはマッチを取り出したのみならず、火を起こしてしまった。これは大きな失敗だったが、フォーセットのフォローでなんとか場を治めることが出来た。マスビ族は一行に贈り物の返礼品を渡してきて、両者の友情関係が成立した。（このマスビ族の集落は現代の研究によるとブラジルのロンドニア州の南緯12度12分 西経62度22分 / 南緯12.200度 西経62.367度地点にあったという）
マスビ族は2000人を越える民族で、太陽を崇拝し星には名前をつけていた。また、タバコを栽培しパイプを使って喫煙する文化も持っていた。これらの様相を見たフォーセットはマスビ族を文明的であると評価した。さらには、マスビ族が文明的であることの理由付けとして「マスビ族は滅亡した高度な古代文明の生き残りである」という説を提唱した。
マスビ族の北方にはマリコシ族（Maricoxi tribe）がおり、その東方にはアルピ族の領域が広がっていた。マスビ族いわく、これらの種族は人食い族であるという。マリコシ族の噂を聞いたフォーセットは彼らの集落を訪ねることに決め、密林の中の道なき道を進んでいった。しばらくすると、マリコシ族の村らしき場所にたどり着いた。マリコシ族はフォーセットいわく「きわめて原始的な型の人間」で、毛むくじゃらで服を着ていなかったという。フォーセットはマスビ語で彼らとコミュニケーションを試みたが無駄だった。
マリコシ族は妙なうなり声を上げながら弓を引いてフォーセットらに牽制を仕掛けてきた。次第にマリコシ族が本気になったところを見たフォーセットはモーゼル拳銃を取り出して地面に向けて威嚇射撃をした。しかし、コスティンによると威嚇射撃ではなく腹部に当てたという。銃撃に驚いたマリコシ族たちは、急いで森に隠れてから、弓矢の雨をフォーセットたちに食らわせた。
3人は命からがら集落から逃げ延びて、東に向かって探検を続けたが、3人全員がマリコシ族に襲われるかもしれないという恐怖で神経をやられてしまったので、フォーセットはこれ以上、探検を続行するのは困難だと判断し文明世界へ戻ることにした。
フォーセットはマリコシ族について「大きなサルのような人種で、人間とは思えなかった。」と回想している。
マリコシ族を避けながらなんとかマスビ族の集落にたどり着いた。村ではマリコシ族の人間に射殺されたマスビ族の人間の葬式が行われており、これを見たフォーセットはマスビ族に特有の不思議な儀式を詳述している。出発の時、3人はマスビ族からナンキンマメ、石斧、弓矢などをたくさん貰った。なお、この石斧の1つは、1931年に妻のニーナによって大英博物館に寄贈され、2024年現在もそこに保管されている。
西南に向かって進んでいたところ、ゴム採集人が住んでいる小屋に到着した。この小屋には、土を食べてしまう致死性の病気にかかって寝込んでいる男がいた。1914年9月にはサン・イグナシオに帰ってくることができた。この町で3人は第一次世界大戦の勃発を知り、急いで帰国の途に就いた。
コチャバンバでは、メクエンス川で出会ったノルデンスキオルド男爵と再開した。この時、フォーセットはマスビ族の言語を書き留めたリストのコピーを男爵に手渡している。なお、この言語リストの原本はフォーセットが所持していたが、現在では行方知れずである。
なお、マスビ族という種族はフォーセット関連の文書だけにしか登場しない。フォーセットの後にこの地域を訪れた探検家や学者もマスビ族に言及することはなかった。それどころか、当地に住む先住民すら「マスビ族なる種族は聞いたことがない」と口にしている。現代の研究によると、アリカプ族というのが、フォーセットがマスビ族と呼んだ種族の正体であろうと考えられている。

## 第一次世界大戦への従軍
1915年1月、フォーセットは西部戦線に配属された。マンレーとコスティンも同じく西部戦線で戦った。1916年1月には中佐に昇進。その後、フォーセットの率いる部隊はフランスに赴きソンムの戦いに参戦する。
フォーセットは戦時中にオカルトに染まっていった。部下の証言によると、フォーセットはウィジャボードを使って戦術を決定していたという。
また、フォーセットは戦争中であっても「失われた都市Z」の事を考えていたという（なお、1914年頃には「Z」の具体的な所在地を特定していた）。1919年には第一次世界大戦が終結を迎えた。そして、「Z」の探索にとって重要な人脈作りのためにブラジルのリオデジャネイロへ向かった。

## 「失われた都市Z」の探索

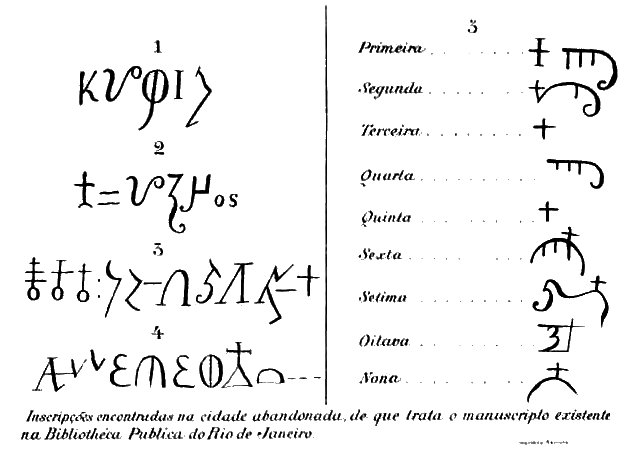
1753年に発見された都市に刻まれていたという謎の古代文字

フォーセットは自身のジャングル探検での経験とブラジル国立図書館で発見した『1753年発見の......大きな隠された古代都市の史記』なる古文書の記述などから影響を受けてアマゾンの密林の中に文明の遺産が眠っていると考えるようになった。
その文明の古代都市はフォーセットいわく「Z」といい、ブラジルのマット・グロッソ州を流れるシングー川の近くに存在するという。
しかし、当時の学者たちはアマゾンの過酷な環境では文明を育むだけの食料を生産することは出来ず、したがって、地球上の他の地域で発展したような文明は興らなかったと考えていた。
1925年、フォーセットは息子のジャック・フォーセットとその友人ローリー・ライメル（Raleigh Rimell）を探検のメンバーに選定した。3人はブラジルのクイアバを出発してデッド・ホース・キャンプという場所にたどり着いた。フォーセットはキャンプでニーナに向けた手紙を書いて帰還するガイドに郵送を任せた。それ以降のフォーセット一行の行方は分かってない。
1953年、次男のブライアン・フォーセットは父の手紙や手記を一冊の本に纏めた『フォーセット探検記』を出版した。

## インディ・ジョーンズのモデル?
フォーセットは21世紀の人気冒険映画『インディ・ジョーンズ シリーズ』の主人公インディアナ・ジョーンズ博士のモデルになったと言われる。しかし、製作者のジョージ・ルーカスとスティーブン・スピルバーグは、ジョーンズのモデルとして実在の人物の名前を挙げたことはない。
実際には、1954年に公開された『インカ王国の秘宝』という冒険映画の主人公がジョーンズの直接的なモデルである。しかし、フォーセットを初めとする様々な実在の人物がジョーンズというキャラクターの確立に間接的な影響を与えたということが指摘されている。

## 人物
- フォーセットはジャングル探検につきものの感染症を寄せ付けなかったことで知られている。フォーセットと親交のあった冒険作家のトーマス・チャールズ・ブリッジスは心拍数が普通の人よりも少ないことがその理由だと述べた[62]。
- フォーセットは磁気の力は人間の心理をもコントロールすることが可能だという考えを持っており、自分自身もそういった神秘的な能力を使用できると話していた[63]。
- 探検家は経済的に普通の家に生まれた者が多いと発言している[64]。
- オカルトに傾倒しており、1908年から1924年の間に数十人の霊媒師と連絡を取っていた[65]。フォーセットは女性の霊媒師からモテたようだが、次男のブライアンいわく手を出すようなことはなかったという[65]。

## その他
1967年、ザ・キャンベラ・タイムズのジョン・リッチーは、フォーセットが語っていた様々な未確認の生物や植物などは例え実在していたとしても、ジャングルの環境が変化しているため現在では絶滅しているだろうと述べている。